# Förtal
Förtal är framförallt en juridisk term som avser en skada på någons anseende till följd av exempelvis ett uttalande eller spridningen av en bild. Förtal i juridisk mening är ett brott. I dagligt tal menas med förtal ofta smutskastning av någon bakom dennes rygg. 
Juridiskt delas förtal upp i två delar, dels avsikten att skada någons rykte, och dels spridningen av osanna uppgifter. 
I Sverige står avsikten i fokus, alltså kan spridandet av en sann uppgift i syfte att skada vara straffbar.
I Tyskland är sanningshalten i fokus, där skiljer man på det ringa brottet "Üble Nachrede", som innebär att man sprider inte uppenbart sanna uppgifter i syfte att göra någon föraktad eller sänka någons offentliga anseende  och det grövre brottet "Verleumdung" som innebär att man sprider uppgifter man vet är osanna i syfte att göra någon föraktad, sänka någons offentliga anseende eller sänka någons kreditvärdighet.
I Sverige kan bara enskilda personer bli förtalade. Att sprida vilseledande uppgifter i syfte att påverka bedömandet av ett företag i ekonomiskt hänseende kallas svindleri.

## Sverige

### Brottsbalkens bestämmelser
Bestämmelser om ärekränkning – brotten förtal och förolämpning – finns i 5 kap. brottsbalken. 
Med förtal avses att utpeka någon såsom brottslig eller klandervärd i sitt levnadssätt eller annars lämna uppgifter som är ägnade att utsätta denne för andras missaktning. Med "är ägnade" åsyftas att uppgifterna typiskt sett ska räcka för att få den utpekade missaktad. Det behöver inte visas att uppgifterna faktiskt har lett till missaktning. Ej heller behöver det visas att anklagade hade uppsåt att uppgifterna ska leda till missaktning. 
Den som lämnat uppgiften ska inte dömas till ansvar om han var skyldig att uttala sig eller det annars med hänsyn till omständigheterna var försvarligt att lämna uppgifter i saken. Grundregeln är att det ska finnas ett allmänt intresse av att uppgiften lämnas. En ytterligare förutsättning för att ej dömas till ansvar är emellertid att uppgiften var sann eller att det fanns skälig grund för den. I lagtexten uttrycks det som: "Var han skyldig att uttala sig eller var det eljest med hänsyn till omständigheterna försvarligt att lämna uppgift i saken, och visar han att uppgiften var sann eller att han hade skälig grund för den, skall ej dömas till ansvar." Här är distinktionen mellan orden och och eller i lagtexten viktig; det räcker inte med att uppgiften är sann eller skäligt grundad, utan det ska också anses försvarbart att lämna uppgiften. Spridning av sanna uppgifter som kan utsätta någon för andras missaktning kan alltså i vissa fall utgöra förtal.
En uppgift kan anses försvarlig att lämna, om den har högt allmänintresse. Så kallade offentliga personer, som genom att ha förtroendeuppdrag eller vara kända på annat sätt har ett högt allmänintresse, får ofta finna sig i att utsättas för granskning och kritik på ett sätt som okända personer inte behöver finna sig i.
Straffet för brott av normalgraden är böter. Om brottet är att anse som grovt ska det rubriceras som grovt förtal. Påföljden kan då bestämmas till böter eller fängelse i högst två år. Vid bedömandet av om brottet är grovt ska särskilt beaktas om uppgiften genom sitt innehåll eller den spridning den fått eller på annat sätt var ägnad att medföra allvarlig skada.
Förtal får normalt inte åtalas av någon annan än den drabbade (målsäganden).
Om brottet riktar sig mot någon som är under 18 år eller om målsäganden i annat fall anger brottet till åtal, får åklagaren väcka åtal om detta av särskilda skäl anses påkallat från allmän synpunkt. Allmänt åtal för förtal ska endast väckas i undantagsfall.

### Förtal i massmedia
Förtal som begås genom tryckt skrift är tryckfrihetsbrott enligt tryckfrihetsförordningen. Förtal ska vidare anses som yttrandefrihetsbrott enligt yttrandefrihetsgrundlagen, om gärningen begås i ett radioprogram eller en teknisk upptagning. Vad som i yttrandefrihetsgrundlagen sägs om radioprogram gäller förutom program i ljudradio också program i television och innehållet i vissa andra överföringar av ljud, bild eller text som sker med hjälp av elektromagnetiska vågor.
En omdiskuterad fråga är i vilken utsträckning det kan vara förtal att publicera namn och andra personuppgifter när det gäller misstänkta eller dömda brottslingar. Företrädare för massmedia har i vissa fall, när kritik har riktats mot namnpubliceringar, hänvisat till att det varit försvarligt med hänsyn till omständigheterna att lämna uppgiften. Enligt Journalistförbundets publicitetsregler ska återhållsamhet iakttas i fråga om publicering av namn och bild. Någon utvecklad rättspraxis finns inte i frågan.

#### Rättegångskostnader
Enligt 18 kap. 6 § rättegångsbalken kan den vinnande parten som huvudregel kräva motparten på sina rättegångskostnader.
Tryckningsföreläggande
5 kap. 6 § 2 st. skadeståndslagen är en särskild bestämmelse som stadgar en kompletterande rättsföljd till det vanliga skadeståndet. Den som har gjort sig skyldig till ärekränkning eller dylik brottslig gärning (till exempel falsk tillvitelse eller mened), eller den som annars är skadeståndsskyldig med anledning av sådant brott (till exempel arbetsgivare med principalansvar), kan föreläggas att bekosta tryckning av domen i målet i en eller flera tidningar.

### Folktro
I svensk folktro kunde en förtalad person få blemmor på tungan. Boten utgjordes vanligen av att spotta ut blemmorna på så sätt som följande exempel från Västergötland anger. Den drabbade skulle säga: "Jag har blemmor på tungan!" Någon annan svarade: "Spotta ut dem!" Den förtalade personen spottade då tre gånger. Därefter utfördes denna ritual ytterligare två gånger. Om detta förfarande inte hjälpte fick man gå till en trollkunnig, som tog reda på vem som hade förtalat. Därefter skulle man få fatt i ett klädesplagg som den förtalande personen ägde och bita i det. Om man gjorde det skulle den förtalande personen själv få blemmor på tungan.